# Comune di Brande
Il comune di Brande, fino al 1º gennaio 2007 è stato un comune danese situato nella contea di Ringkjøbing, il comune aveva una popolazione di 8 822 abitanti (2005) e una superficie di 188 km². Capoluogo era la cittadina omonima.
Dal 1º gennaio 2007, con l'entrata in vigore della riforma amministrativa, il comune è stato soppresso e accorpato ai comuni di Ikast e Nørre-Snede per dare luogo al neo-costituito comune di Ikast-Brande compreso nella regione dello Jutland Centrale (Midtjylland).
La cittadina è collegata ad una importante linea ferroviaria ed ospita le aziende multinazionali Siemens Wind Power A/S e BestSeller.